# Pallacanestro ai Giochi della XXXII Olimpiade
I tornei di pallacanestro ai Giochi della XXXII Olimpiade si sono tenuti a Tokyo dal 25 luglio all'8 agosto 2021. Si tratta della 20ª edizione del torneo maschile e della 12ª edizione di quello femminile.
Per la prima volta nella storia dei Giochi si sono svolti anche i tornei maschile e femminile di pallacanestro 3x3.

## Sedi
| Palazzetto | Saitama Super Arena | Aomi Urban Sports Park |
| ---------- | ------------------- | ---------------------- |
| Immagine   |                     |                        |
| Città      | Tokyo               | Tokyo                  |
| Capienza   | 19.000-22.500       | 7.100                  |

## Calendario
| G | Fase a gironi | QF | Quarti di finale | SF | Semifinali | B | Finale 3º posto | F | Finale |

| Uomini | G | G |   | G | G |   | G | G |   | QF |    | SF |    | B | F |   |
| Donne  |   | G | G |   | G | G |   | G | G |    | QF |    | SF | B | B | F |

|            | 24/7 | 25/7 | 26/7 | 27/7 | 27/7 | 28/7 | 28/7 |
| ---------- | ---- | ---- | ---- | ---- | ---- | ---- | ---- |
| Torneo 3x3 | G    | G    | G    | G    | QF   | SF   | F    |

## Squadre partecipanti

### Torneo maschile
| Torneo di qualificazione | Torneo di qualificazione | Date                          | Luogo    | Posti | Qualificate |
| ------------------------ | ------------------------ | ----------------------------- | -------- | ----- | ----------- |
| Paese ospitante          | Paese ospitante          | 7 settembre 2013              |          | 1     | Giappone    |
| Campionato mondiale 2019 | Africa                   | 31 agosto - 15 settembre 2019 | Cina     | 1     | Nigeria     |
| Campionato mondiale 2019 | America                  | 31 agosto - 15 settembre 2019 | Cina     | 2     | Argentina   |
| Campionato mondiale 2019 | America                  | 31 agosto - 15 settembre 2019 | Cina     | 2     | Stati Uniti |
| Campionato mondiale 2019 | Asia                     | 31 agosto - 15 settembre 2019 | Cina     | 1     | Iran        |
| Campionato mondiale 2019 | Europa                   | 31 agosto - 15 settembre 2019 | Cina     | 2     | Francia     |
| Campionato mondiale 2019 | Europa                   | 31 agosto - 15 settembre 2019 | Cina     | 2     | Spagna      |
| Campionato mondiale 2019 | Oceania                  | 31 agosto - 15 settembre 2019 | Cina     | 1     | Australia   |
| Torneo preolimpico 2020  | Torneo preolimpico 2020  | 22 giugno - 5 luglio 2021     | Canada   | 1     | Rep. Ceca   |
| Torneo preolimpico 2020  | Torneo preolimpico 2020  | 22 giugno - 5 luglio 2021     | Croazia  | 1     | Germania    |
| Torneo preolimpico 2020  | Torneo preolimpico 2020  | 22 giugno - 5 luglio 2021     | Lituania | 1     | Slovenia    |
| Torneo preolimpico 2020  | Torneo preolimpico 2020  | 22 giugno - 5 luglio 2021     | Serbia   | 1     | Italia      |
| Totale                   | Totale                   |                               |          | 12    |             |

### Torneo femminile
| Torneo di qualificazione | Date                   | Luogo   | Posti | Qualificate   |
| ------------------------ | ---------------------- | ------- | ----- | ------------- |
| Paese ospitante          | 7 settembre 2013       |         | 1     | Giappone      |
| Campionato mondiale 2018 | 22 - 30 settembre 2018 | Spagna  | 1     | Stati Uniti   |
| Torneo preolimpico 2020  | 6 - 9 febbraio 2020    | Belgio  | 2     | Belgio        |
| Torneo preolimpico 2020  | 6 - 9 febbraio 2020    | Belgio  | 2     | Canada        |
| Torneo preolimpico 2020  | 6 - 9 febbraio 2020    | Francia | 3     | Australia     |
| Torneo preolimpico 2020  | 6 - 9 febbraio 2020    | Francia | 3     | Francia       |
| Torneo preolimpico 2020  | 6 - 9 febbraio 2020    | Francia | 3     | Porto Rico    |
| Torneo preolimpico 2020  | 6 - 9 febbraio 2020    | Serbia  | 5     | Nigeria       |
| Torneo preolimpico 2020  | 6 - 9 febbraio 2020    | Serbia  | 5     | Serbia        |
| Torneo preolimpico 2020  | 6 - 9 febbraio 2020    | Serbia  | 5     | Cina          |
| Torneo preolimpico 2020  | 6 - 9 febbraio 2020    | Serbia  | 5     | Corea del Sud |
| Torneo preolimpico 2020  | 6 - 9 febbraio 2020    | Serbia  | 5     | Spagna        |
| Totale                   |                        |         | 12    |               |

## Squadre partecipanti 3x3

### Torneo maschile
| Torneo di qualificazione | Date                | Luogo     | Posti | Qualificate |
| ------------------------ | ------------------- | --------- | ----- | ----------- |
| Paese ospitante          | 7 settembre 2013    |           | 1     | Giappone    |
| Ranking FIBA 3x3         | 1º novembre 2019    | Argentina | 3     | Cina        |
| Ranking FIBA 3x3         | 1º novembre 2019    | Argentina | 3     | ROC         |
| Ranking FIBA 3x3         | 1º novembre 2019    | Argentina | 3     | Serbia      |
| Torneo preolimpico 2020  | 26 - 30 maggio 2021 | Austria   | 3     | Paesi Bassi |
| Torneo preolimpico 2020  | 26 - 30 maggio 2021 | Austria   | 3     | Lettonia    |
| Torneo preolimpico 2020  | 26 - 30 maggio 2021 | Austria   | 3     | Polonia     |
| Torneo preolimpico 2020  | 4 - 6 giugno 2021   | Ungheria  | 1     | Belgio      |
| Totale                   |                     |           | 8     |             |

### Torneo femminile
| Torneo di qualificazione | Date                | Luogo     | Posti | Qualificate |
| ------------------------ | ------------------- | --------- | ----- | ----------- |
| Paese ospitante          | —                   | —         | 0     | —           |
| Ranking FIBA 3x3         | 1º novembre 2019    | Argentina | 4     | ROC         |
| Ranking FIBA 3x3         | 1º novembre 2019    | Argentina | 4     | Cina        |
| Ranking FIBA 3x3         | 1º novembre 2019    | Argentina | 4     | Mongolia    |
| Ranking FIBA 3x3         | 1º novembre 2019    | Argentina | 4     | Romania     |
| Torneo preolimpico 2020  | 26 - 30 maggio 2021 | Austria   | 3     | Francia     |
| Torneo preolimpico 2020  | 26 - 30 maggio 2021 | Austria   | 3     | Giappone    |
| Torneo preolimpico 2020  | 26 - 30 maggio 2021 | Austria   | 3     | Stati Uniti |
| Torneo preolimpico 2020  | 4 - 6 giugno 2021   | Ungheria  | 1     | Italia      |
| Totale                   |                     |           | 8     |             |

## Podi
| Evento               | Oro         | Argento  | Bronzo    |
| Torneo maschile      | Stati Uniti | Francia  | Australia |
| Torneo femminile     | Stati Uniti | Giappone | Francia   |
| Torneo maschile 3x3  | Lettonia    | ROC      | Serbia    |
| Torneo femminile 3x3 | Stati Uniti | ROC      | Cina      |

## Medagliere
| Posizione | Paese       |   |   |   | Totale |
| --------- | ----------- | - | - | - | ------ |
| 1         | Stati Uniti | 3 | 0 | 0 | 3      |
| 2         | Lettonia    | 1 | 0 | 0 | 1      |
| 3         | ROC         | 0 | 2 | 0 | 2      |
| 4         | Francia     | 0 | 1 | 1 | 2      |
| 5         | Giappone    | 0 | 1 | 0 | 1      |
| 6         | Australia   | 0 | 0 | 1 | 1      |
| 6         | Cina        | 0 | 0 | 1 | 1      |
| 6         | Serbia      | 0 | 0 | 1 | 1      |
| Totale    | Totale      | 4 | 4 | 4 | 12     |